# Visions of a Life
Visions of a Life è il secondo album in studio del gruppo musicale britannico Wolf Alice, pubblicato il 29 settembre 2017 dalla Dirty Hit Records. A settembre 2018 l'album ha vinto il Mercury Prize 2018, ambito premio che viene conferito al miglior album britannico dell'anno precedente. Tra i finalisti anche Noel Gallagher's High Flying Birds, Lily Allen, Florence + The Machine e gli Artic Monkeys.

## Tracce
1. Heavenward – 4:55
2. Yuk Foo – 2:13
3. Beautifully Unconventional – 2:13
4. Don't Delete the Kisses – 4:35
5. Planet Hunter – 3:52
6. Sky Musings – 2:58
7. Formidable Cool – 3:33
8. Space & Time – 2:27
9. Sadboy – 4:11
10. St. Purple & Green – 4:21
11. After the Zero Hour – 3:24
12. Visions of a Life – 7:57